# 304
Évszázadok: 3. század – 4. század – 5. század
Évtizedek: 250-es évek – 260-as évek – 270-es évek – 280-as évek – 290-es évek – 300-as évek – 310-es évek – 320-as évek – 330-as évek – 340-es évek – 350-es évek
Évek: 299 – 300 – 301 – 302 –  303 – 304 – 305 – 306 – 307 – 308 – 309

## Események

### Római Birodalom
- Diocletianus és Maximianus császárokat választják consulnak.
- Diocletianus kiadja negyedik keresztényellenes rendeletét: a birodalom minden lakójának halálbüntetés terhe mellett közösen, nyilvánosan áldoznia kell a pogány isteneknek.
- Diocletianus Itáliából elkíséri Galerius caesart a Dunához, ahol az a carpusokkal hadakozik. A császár megbetegszik, kénytelen hordszéken közlekedni. Továbbutazik a kis-ázsiai Nicomediába, ahol novemberben egy aréna átadási ceremóniáját követően összeesik és ezt követően a palotában ápolják súlyos betegen.
- Constantius Chlorus caesar, aki a rajnai határt őrzi a germán betörésektől, a a rábízott nyugati területeken nem hajtja végre a keresztényellenes rendeleteket, vagy csak néhány templomot romboltat le.
- Meghal Marcellinus pápa. A pápai szék ezt követően négy éven át üres marad.[1]

### Kína
- A szellemi fogyatékos Huj császár által vezetett Csin-dinasztia állama vészesen meggyengül, az uralkodói család tagjai egymás között harcolnak a hatalomért. A császár öccse, Sze-ma Jing fellázad Sze-ma Aj régens ellen és legyőzése után kivégezteti őt. Sze-ma Jing lesz az új régens és magát nyilvánítja trónörökösnek.
- Távolabbi rokona, Sze-ma Jung fellázad az új régens ellen, aki elküldi ellene hsziungnukból álló haderejét; annak vezére, Liu Jüan azonban nem engedelmeskedik neki és Északkelet-Kínában megalakítja a független Han Csao államot. Sze-ma Jung lemondatja Sze-ma Jinget és átveszi az ország kormányzását.
- Szecsuanban Li Hsziung kikiáltja a független Cseng Han államot. Kínában megkezdődik a Tizenhat királyság kora.

### Korea
- Punszo pekcsei király megtámadja a Csin-dinasztia koreai tartományát, Lölangot, de annak kormányzója orgyilkossal megöleti őt. Utóda rokona, Pirju.

## Halálozások
- április 26. – Marcellinusz pápa[1]
- Punszo, pekcsei király
- Anastasia, keresztény mártír
- Afra, keresztény mártír
- Agapé, Hionia és Iréné, keresztény mártírok
- Agnes, keresztény mártír
- Albanus, keresztény mártír
- Florianus, keresztény mártír
- Iuliana, keresztény mártír
- Lucia, keresztény mártír
- Marina, keresztény mártír
- Pancratius, keresztény mártír
- Philomena, keresztény mártír
- Vincentius, keresztény mártír

## Fordítás
- Ez a szócikk részben vagy egészben  a(z)   304 című angol Wikipédia-szócikk ezen változatának fordításán alapul.  Az eredeti cikk szerkesztőit annak laptörténete sorolja fel. Ez a jelzés csupán a megfogalmazás eredetét és a szerzői jogokat jelzi, nem szolgál a cikkben szereplő információk forrásmegjelöléseként.